# Danh sách giải thưởng và đề cử của Benedict Cumberbatch
Dưới đây là danh sách các giải thưởng và đề cử nhận bởi diễn viên, nhà sản xuất người Anh Benedict Cumberbatch. Anh đã giành được ba đề cử giải thưởng Laurence Olivier và chiến thắng ở hạng mục Nam diễn viên kịch xuất sắc nhất cho vở kịch Frankenstein. Anh cũng nhận được ba đề cử giải thưởng Primetime Emmy, chiến thắng hạng mục Nam diễn viên xuất sắc cho phim ngắn tập nhờ loạt phim Sherlock. Vào vai Alan Turing trong The Imitation Game, anh nhận được một đề cử giải Oscar cho Nam diễn viên xuất sắc nhất. Ngoài ra, anh còn nhận được sáu đề cử giải BAFTA, năm đề cử giải SAG và hai đề cử giải Quả Cầu Vàng cùng với nhiều đề cử và giải thưởng khác. Năm 2014, tạp chí Time đưa anh vào danh sách thường niên Time 100 "Những người có ảnh hưởng nhất thế giới". Anh được phong tước Hiệp sĩ Hoàng gia Anh (CBE) bởi Nữ hoàng Elizabeth II vào tháng 6 năm 2015 cho cống hiến của anh vào nghệ thuật biểu diễn và từ thiện.

## Giải thưởng lớn

### Giải thưởng của Học viện Điện ảnh và Nghệ thuật Truyền hình Úc
| Năm  | Hạng mục                             | Tác phẩm             | Kết quả   | Nguồn |
| ---- | ------------------------------------ | -------------------- | --------- | ----- |
| 2014 | Nam diễn viên chính xuất sắc         | The Imitation Game   | Đề cử     | [ 1 ] |
| 2021 | Nam diễn viên chính quốc tế xuất sắc | The Power of the Dog | Đoạt giải | [ 2 ] |

### Giải Oscar
| Năm  | Hạng mục                          | Tác phẩm             | Kết quả | Nguồn |
| ---- | --------------------------------- | -------------------- | ------- | ----- |
| 2014 | Nam diễn viên chính xuất sắc nhất | The Imitation Game   | Đề cử   | [ 3 ] |
| 2021 | Nam diễn viên chính xuất sắc nhất | The Power of the Dog | Đề cử   |       |

### Giải thưởng Điện ảnh Viện Hàn lâm Anh Quốc
| Năm                                           | Hạng mục                                   | Tác phẩm                                   | Kết quả                                    | Nguồn                                      |
| Giải thưởng Điện ảnh Viện Hàn lâm Anh Quốc    | Giải thưởng Điện ảnh Viện Hàn lâm Anh Quốc | Giải thưởng Điện ảnh Viện Hàn lâm Anh Quốc | Giải thưởng Điện ảnh Viện Hàn lâm Anh Quốc | Giải thưởng Điện ảnh Viện Hàn lâm Anh Quốc |
| --------------------------------------------- | ------------------------------------------ | ------------------------------------------ | ------------------------------------------ | ------------------------------------------ |
| 2015                                          | Nam diễn viên chính xuất sắc nhất          | The Imitation Game                         | Đề cử                                      | [ 4 ]                                      |
| 2021                                          | Nam diễn viên chính xuất sắc nhất          | The Power of the Dog                       | Đề cử                                      |                                            |
| Giải thưởng Truyền hình Viện Hàn lâm Anh Quốc |                                            |                                            |                                            |                                            |
| 2004                                          | Nam diễn viên chính xuất sắc nhất          | Hawking                                    | Đề cử                                      |                                            |
| 2009                                          | Nam diễn viên phụ xuất sắc nhất            | Small Island                               | Đề cử                                      | [ 5 ]                                      |
| 2011                                          | Nam diễn viên chính xuất sắc nhất          | Sherlock                                   | Đề cử                                      |                                            |
| 2012                                          | Nam diễn viên chính xuất sắc nhất          | Sherlock                                   | Đề cử                                      | [ 6 ]                                      |
| 2015                                          | Nam diễn viên chính xuất sắc nhất          | Sherlock                                   | Đề cử                                      | [ 7 ]                                      |
| 2017                                          | Nam diễn viên chính xuất sắc nhất          | The Hollow Crown                           | Đề cử                                      | [ 8 ]                                      |
| 2019                                          | Nam diễn viên chính xuất sắc nhất          | Patrick Melrose                            | Đoạt giải                                  | [ 9 ]                                      |

### Giải thưởng của Viện hàn lâm Anh quốc Britannia
| Năm  | Giải thưởng                            | Kết quả   | Nguồn  |
| ---- | -------------------------------------- | --------- | ------ |
| 2013 | Giải Britannia cho Nghệ sĩ Anh của năm | Đoạt giải | [ 10 ] |

### Giải Lựa chọn của giới phê bình điện ảnh
| Năm                                      | Hạng mục                                               | Tác phẩm                                 | Kết quả                                  | Nguồn                                    |
| Giải Lựa chọn của giới phê bình điện ảnh | Giải Lựa chọn của giới phê bình điện ảnh               | Giải Lựa chọn của giới phê bình điện ảnh | Giải Lựa chọn của giới phê bình điện ảnh | Giải Lựa chọn của giới phê bình điện ảnh |
| ---------------------------------------- | ------------------------------------------------------ | ---------------------------------------- | ---------------------------------------- | ---------------------------------------- |
| 2013                                     | Dàn diễn viên xuất sắc nhất                            | 12 năm nô lệ                             | Đề cử                                    | [ 11 ]                                   |
| 2013                                     | Dàn diễn viên xuất sắc nhất                            | Mùa hè ở Osage County                    | Đề cử                                    | [ 11 ]                                   |
| 2014                                     | Nam diễn viên chính xuất sắc nhất                      | The Imitation Game                       | Đề cử                                    | [ 12 ]                                   |
| 2014                                     | Dàn diễn viên xuất sắc nhất                            | The Imitation Game                       | Đề cử                                    | [ 12 ]                                   |
| 2016                                     | Nam diễn viên chính xuất sắc nhất trong phim hành động | Doctor Strange                           | Đề cử                                    | [ 13 ]                                   |
| 2021                                     | Nam diễn viên chính xuất sắc nhất                      | The Power of the Dog                     | Đề cử                                    | [ 14 ]                                   |
| 2021                                     | Dàn diễn viên xuất sắc nhất                            | The Power of the Dog                     | Đề cử                                    | [ 14 ]                                   |
| Giải Critics' Choice Television          |                                                        |                                          |                                          |                                          |
| 2012                                     | Nam diễn viên chính xuất sắc                           | Sherlock                                 | Đoạt giải                                | [ 15 ]                                   |
| 2013                                     | Nam diễn viên chính xuất sắc                           | Parade's End                             | Đề cử                                    | [ 16 ]                                   |
| 2014                                     | Nam diễn viên chính xuất sắc                           | Sherlock                                 | Đề cử                                    | [ 17 ]                                   |

### Giải Quả cầu vàng
| Năm  | Hạng mục                                          | Tác phẩm             | Kết quả | Nguồn  |
| ---- | ------------------------------------------------- | -------------------- | ------- | ------ |
| 2012 | Nam diễn viên chính xuất sắc cho phim truyền hình | Sherlock             | Đề cử   | [ 18 ] |
| 2015 | Nam diễn viên phim chính kịch xuất sắc nhất       | The Imitation Game   | Đề cử   | [ 19 ] |
| 2018 | Nam diễn viên chính xuất sắc cho phim truyền hình | Patrick Melrose      | Đề cử   |        |
| 2022 | Nam diễn viên phim chính kịch xuất sắc nhất       | The Power of the Dog | Đề cử   | [ 20 ] |

### Laurence Olivier Awards
| Năm  | Hạng mục                                            | Tác phẩm     | Kết quả   | Nguồn  |
| ---- | --------------------------------------------------- | ------------ | --------- | ------ |
| 2006 | Diễn viên phụ xuất sắc nhất                         | Hedda Gabler | Đề cử     |        |
| 2012 | Nam diễn chính xuất sắc nhất (với Jonny Lee Miller) | Frankenstein | Đoạt giải | [ 21 ] |
| 2016 | Nam diễn chính xuất sắc nhất                        | Hamlet       | Đề cử     |        |

### Giải Primetime Emmy
| Năm  | Hạng mục                                | Tác phẩm                         | Kết quả   | Nguồn  |
| ---- | --------------------------------------- | -------------------------------- | --------- | ------ |
| 2012 | Nam diễn viên chính xuất sắc            | Sherlock: A Scandal in Belgravia | Đề cử     | [ 22 ] |
| 2013 | Nam diễn viên chính xuất sắc            | Parade's End                     | Đề cử     | [ 22 ] |
| 2014 | Nam diễn viên chính xuất sắc            | His Last Vow                     | Đoạt giải | [ 22 ] |
| 2016 | Nam diễn viên chính xuất sắc            | The Abominable Bride             | Đề cử     | [ 22 ] |
| 2017 | Nam diễn viên chính xuất sắc            | The Lying Detective              | Đề cử     | [ 22 ] |
| 2018 | Nam diễn viên chính xuất sắc            | Patrick Melrose                  | Đề cử     | [ 22 ] |
| 2018 | Outstanding Limited or Anthology Series | Patrick Melrose                  | Đề cử     | [ 22 ] |

### Giải thưởng của Nghiệp đoàn Diễn viên Màn ảnh
| Năm  | Hạng mục                                               | Tác phẩm              | Kết quả | Nguồn  |
| ---- | ------------------------------------------------------ | --------------------- | ------- | ------ |
| 2013 | Dàn diễn viên điện ảnh xuất sắc nhất                   | Mùa hè ở Osage County | Đề cử   | [ 23 ] |
| 2013 | Dàn diễn viên điện ảnh xuất sắc nhất                   | 12 năm nô lệ          | Đề cử   | [ 23 ] |
| 2014 | Dàn diễn viên điện ảnh xuất sắc nhất                   | The Imitation Game    | Đề cử   | [ 24 ] |
| 2014 | Nam diễn viên chính xuất sắc nhất                      | The Imitation Game    | Đề cử   | [ 24 ] |
| 2014 | Nam diễn viên chính xuất sắc nhất cho phim truyền hình | Sherlock              | Đề cử   | [ 24 ] |
| 2017 | Nam diễn viên chính xuất sắc nhất cho phim truyền hình | Sherlock              | Đề cử   | [ 25 ] |
| 2022 | Nam diễn viên chính xuất sắc nhất                      | The Power of the Dog  | Đề cử   |        |

## Giải thưởng ngành

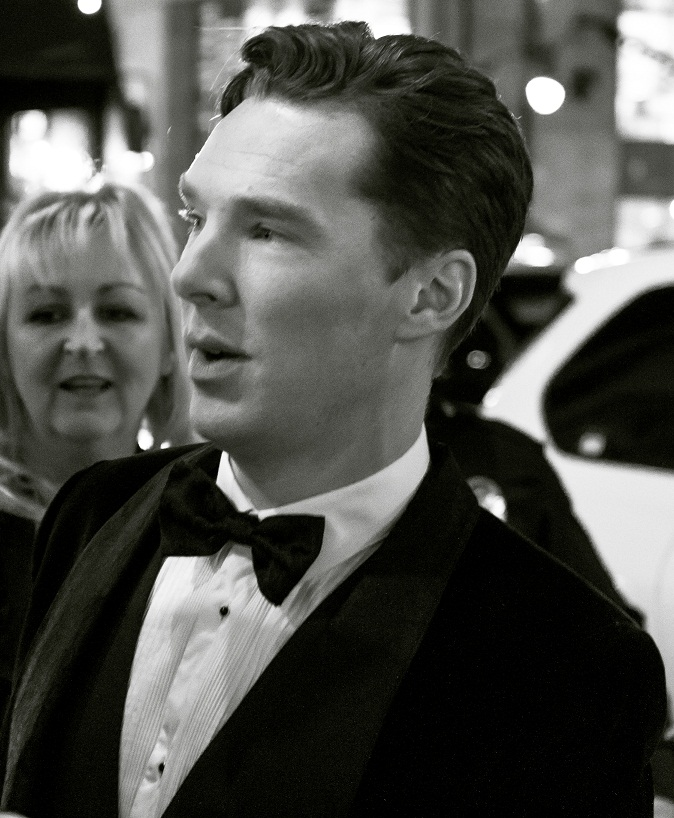
Benedict Cumberbatch tại buổi công chiếu phim The Hobbit: The Desolation of Smaug tại Los Angeles, tháng 12 năm 2013.

### Giải thưởng phim độc lập Anh
| Năm  | Hạng mục                          | Tác phẩm                  | Kết quả   | Nguồn  |
| ---- | --------------------------------- | ------------------------- | --------- | ------ |
| 2011 | Nam diễn viên phụ xuất sắc nhất   | Tinker Tailor Soldier Spy | Đề cử     | [ 26 ] |
| 2014 | Nam diễn viên chính xuất sắc nhất | The Imitation Game        | Đề cử     | [ 27 ] |
| 2014 | Giải thưởng đa dạng               | The Imitation Game        | Đoạt giải | [ 28 ] |

### Giải thưởng điện ảnh Hollywood
| Năm  | Hạng mục                          | Tác phẩm              | Kết quả   | Nguồn  |
| ---- | --------------------------------- | --------------------- | --------- | ------ |
| 2013 | Dàn diễn viên chính xuất sắc nhất | Mùa hè ở Osage County | Đoạt giải | [ 29 ] |
| 2014 | Nam diễn viên chính xuất sắc nhất | The Imitation Game    | Đoạt giải | [ 30 ] |

### Giải Điện ảnh và Truyền hình của MTV
| Năm  | Hạng mục                                            | Tác phẩm                       | Kết quả | Nguồn  |
| ---- | --------------------------------------------------- | ------------------------------ | ------- | ------ |
| 2014 | Giải MTV Movie cho Nhân vật phản diện xuất sắc nhất | Star Trek: Chìm trong bóng tối | Đề cử   | [ 31 ] |
| 2014 | Nhân vật được yêu thích nhất                        | Star Trek: Chìm trong bóng tối | Đề cử   | [ 31 ] |

### Giải Satellite
| Năm  | Hạng mục                          | Tác phẩm             | Kết quả   | Nguồn  |
| ---- | --------------------------------- | -------------------- | --------- | ------ |
| 2014 | Nam diễn viên chính xuất sắc nhất | The Imitation Game   | Đề cử     | [ 32 ] |
| 2021 | Nam diễn viên chính xuất sắc nhất | The Power of the Dog | Đoạt giải | [ 33 ] |

### Giải Sao Thổ
| Năm  | Hạng mục                          | Tác phẩm                | Kết quả | Nguồn  |
| ---- | --------------------------------- | ----------------------- | ------- | ------ |
| 2013 | Nam diễn viên phụ xuất sắc nhất   | Star Trek Into Darkness | Đề cử   | [ 34 ] |
| 2017 | Nam diễn viên chính xuất sắc nhất | Doctor Strange          | Đề cử   | [ 35 ] |

### Teen Choice Awards
| Năm  | Hạng mục                                  | Tác phẩm                            | Kết quả | Nguồn  |
| ---- | ----------------------------------------- | ----------------------------------- | ------- | ------ |
| 2014 | Phim hoạt hình được bình chọn: Lồng tiếng | The Hobbit: The Desolation of Smaug | Đề cử   | [ 36 ] |
| 2017 | Nam diễn viên được bình chọn: Fantasy     | Doctor Strange                      | Đề cử   | [ 37 ] |

## Giải thưởng truyền hình

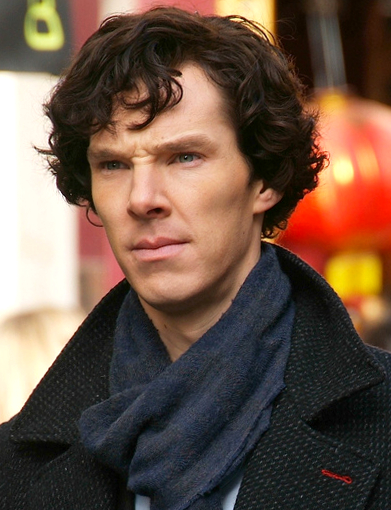
Benedict Cumberbatch khi đang quay phim Sherlock tại Chinatown, London, tháng 3 năm 2010

### Giải thưởng phim Tội phạm - Hình sự
| Năm  | Hạng mục                          | Tác phẩm | Kết quả   | Nguồn |
| ---- | --------------------------------- | -------- | --------- | ----- |
| 2010 | Nam diễn viên chính xuất sắc nhất | Sherlock | Đoạt giải |       |
| 2012 | Nam diễn viên chính xuất sắc nhất | Sherlock | Đoạt giải |       |

### Giải thưởng Golden Nymph
| Năm  | Hạng mục                                           | Tác phẩm                 | Kết quả   | Nguồn |
| ---- | -------------------------------------------------- | ------------------------ | --------- | ----- |
| 2004 | Nam diễn viên chính xuất sắc nhất phim truyền hình | Hawking                  | Đoạt giải |       |
| 2006 | Nam diễn viên chính xuất sắc nhất Mini-Series      | To the Ends of the Earth | Đoạt giải |       |
| 2014 | Nam diễn viên chính xuất sắc nhất phim truyền hình | Sherlock                 | Đề cử     |       |

### Giải thưởng truyền hình quốc gia
| Năm  | Hạng mục                                          | Tác phẩm | Kết quả   | Nguồn  |
| ---- | ------------------------------------------------- | -------- | --------- | ------ |
| 2011 | Nam diễn viên phim chính kịch được yêu thích nhất | Sherlock | Đề cử     | [ 38 ] |
| 2013 | Nam diễn viên phim chính kịch được yêu thích nhất | Sherlock | Đề cử     | [ 39 ] |
| 2014 | Best TV Detective                                 | Sherlock | Đoạt giải | [ 40 ] |

### Giải Satellite
| Năm  | Hạng mục                     | Tác phẩm       | Kết quả   | Nguồn  |
| ---- | ---------------------------- | -------------- | --------- | ------ |
| 2008 | Nam diễn viên chính xuất sắc | The Last Enemy | Đề cử     | [ 41 ] |
| 2010 | Nam diễn viên chính xuất sắc | Sherlock       | Đề cử     | [ 42 ] |
| 2012 | Nam diễn viên chính xuất sắc | Sherlock       | Đoạt giải | [ 43 ] |
| 2013 | Nam diễn viên chính xuất sắc | Parade's End   | Đề cử     | [ 44 ] |

## Sân khấu
| Năm  | Tên giải thưởng                          | Hạng mục                                                      | Phim đề cử           | Kết quả   |
| ---- | ---------------------------------------- | ------------------------------------------------------------- | -------------------- | --------- |
| 2001 | Giải thưởng Ian Charleson                | Màn trình diễn Sân khấu Cổ điển xuất sắc nhất                 | Love's Labour's Lost | Đề cử     |
| 2005 | Giải thưởng Ian Charleson                | Màn trình diễn Sân khấu Cổ điển xuất sắc nhất                 | Hedda Gabler         | Đoạt giải |
| 2005 | Giải thưởng Laurence Olivier             | Màn trình diễn xuất sắc nhất dành cho Diễn viên Phụ           | Hedda Gabler         | Đề cử     |
| 2010 | Giải thưởng của Nhà hát Evening Standard | Nam diễn viên Chính xuất sắc nhất                             | After the Dance      | Đề cử     |
| 2011 | Giải thưởng của Nhà hát Evening Standard | Nam diễn viên Chính xuất sắc nhất (cùng với Jonny Lee Miller) | Frankenstein         | Đoạt giải |
| 2011 | Giải thưởng Whatsonstage.com             | Nam diễn viên kịch xuất sắc nhất                              | After the Dance      | Đề cử     |
| 2012 | Giải thưởng của Hội Phê bình Sân khấu    | Nam diễn viên Chính xuất sắc nhất                             | Frankenstein         | Đoạt giải |
| 2012 | Giải thưởng Laurence Olivier             | Nam diễn viên Chính xuất sắc nhất (cùng với Jonny Lee Miller) | Frankenstein         | Đoạt giải |
| 2016 | Giải thưởng Laurence Olivier             | Nam diễn viên Chính xuất sắc nhất                             | Hamlet               | Đề cử     |
| 2016 | Giải thưởng Whatsonstage.com             | Nam diễn viên kịch xuất sắc nhất                              | Hamlet               | Đoạt giải |